# Andrea Mertens (Filmeditorin)
Andrea Mertens (* 26. Juni 1973 in Dortmund) ist eine deutsche Filmeditorin.
Die gelernte Filmeditorin studierte nach ihrer Ausbildung an der Fachhochschule Dortmund. Seit 1996 ist sie als Editorin tätig und wurde im Jahr 2008 für den Schnitt des Fernseh-Zweiteilers Das jüngste Gericht (RTL) mit dem Deutschen Fernsehpreis ausgezeichnet. Für ihre Arbeit an Feo Aladağs Drama Die Fremde (2010) erhielt sie eine Nominierung für den Deutschen Filmpreis.
Mertens ist Mitglied im Bundesverband Filmschnitt Editor (BFS).

## Filmografie
- 1997: Mayday – Flug in den Tod
- 1998: Kai Rabe gegen die Vatikankiller
- 2001: Lammbock – Alles in Handarbeit
- 2002: Heimatfilm!
- 2002: Kolle – Ein Leben für Liebe und Sex
- 2002: Kiss and Run
- 2003: Königskinder
- 2004: Schöne Frauen
- 2004: Die Rückkehr des Tanzlehrers
- 2005: Zwei gegen zwei
- 2005: Familie Sonnenfeld
- 2005: Das Gespenst von Canterville
- 2005: Arnies Welt
- 2005: Urlaub vom Leben
- 2006: Wilsberg: Callgirls
- 2006–2008: Unter Verdacht (Fernsehreihe)
  - 2006: Ein neues Leben
  - 2008:  Die falsche Frau
- 2007: Hilfe! Hochzeit! – Die schlimmste Woche meines Lebens
- 2007: An die Grenze
- 2007: Erlkönig
- 2008: Das jüngste Gericht
- 2008: Ihr könnt euch niemals sicher sein
- 2009: Schlaflos
- 2010: Die Fremde
- 2010: Kennedys Hirn
- 2011: Restrisiko
- 2011: Almanya – Willkommen in Deutschland
- 2012: Ruhm
- 2013: Adieu Paris
- 2013: Im Netz
- 2014: Zwischen Welten
- 2014: Pettersson und Findus – Kleiner Quälgeist, große Freundschaft
- 2014: Im Labyrinth des Schweigens
- 2014: Der Fall Bruckner
- 2014: Eine Liebe für den Frieden – Bertha von Suttner und Alfred Nobel
- 2014: Es ist alles in Ordnung
- 2015: Aus der Haut
- 2015: Das Kloster bleibt im Dorf
- 2016: Ein Teil von uns
- 2016: Volt
- 2016: Pettersson und Findus – Das schönste Weihnachten überhaupt
- 2017: Teheran Tabu
- 2017: High Society
- 2017: Tatort: Gott ist auch nur ein Mensch
- 2017: Der Sohn
- 2018: Arthurs Gesetz
- 2019: Der Bulle und das Biest
- 2019: Tatort: Das verschwundene Kind
- 2019: Wolfsland: Das heilige Grab
- 2019: Wolfsland: Heimsuchung
- 2020: Enkel für Anfänger
- 2021: Nahschuss
- 2021: Polizeiruf 110: Sabine
- 2021: Tatort: Borowski und die Angst der weißen Männer
- 2021: Die Vergesslichkeit der Eichhörnchen
- 2022: Eingeschlossene Gesellschaft
- 2022: Meinen Hass bekommt ihr nicht
- 2022: Alice
- 2023: Enkel für Fortgeschrittene
- 2023: Stella. Ein Leben.
- 2023: Ponyherz – Wild und Frei
- 2024: Alle die Du bist
- 2024: Sieben Tage (Haft Rooz)
- 2024: Querschuss
- 2025: Ganzer halber Bruder